# Vitesse individuelle féminine aux Jeux olympiques d'été de 1996
Navigation
Barcelone 1992 Sydney 2000
La vitesse individuelle féminine est l'une des huit compétitions de cyclisme sur piste aux Jeux olympiques de 1996. Elle a lieu du 24 au 27 juillet 1996. Les duels sont disputés sur 3 tours de piste (soit 750 mètres) et les temps sont calculés sur les 200 dernier mètres.
L'Estonienne Erika Salumäe double championne olympique, perd son titre aux dépens de la Française Félicia Ballanger.

## Résultats

### Qualifications (24 juillet)
À l'issue des 200 mètres contre-la-montre, les 12 meilleurs coureuses sont qualifiées et réparties dans un premier tour en fonction de leur temps.
| Rang | Coureuse                | Pays             | Temps           |
| ---- | ----------------------- | ---------------- | --------------- |
| 1    | Michelle Ferris         | Australie        | 11 s 212 Q (RO) |
| 2    | Félicia Ballanger       | France           | 11 s 277 Q      |
| 3    | Oksana Grishina         | Russie           | 11 s 298 Q      |
| 4    | Ingrid Haringa          | Pays-Bas         | 11 s 456 Q      |
| 5    | Wang Yan                | Chine            | 11 s 519 Q      |
| 6    | Annett Neumann          | Allemagne        | 11 s 536 Q      |
| 7    | Connie Paraskevin-Young | États-Unis       | 11 s 545 Q      |
| 8    | Tanya Dubnicoff         | Canada           | 11 s 566 Q      |
| 8    | Erika Salumäe           | Estonie          | 11 s 566 Q      |
| 10   | Daniela Larreal         | Venezuela        | 11 s 878 Q      |
| 11   | Mira Kasslin            | Finlande         | 11 s 924 Q      |
| 12   | Donna Wynd              | Nouvelle-Zélande | 11 s 961 Q      |
| 13   | Rita Razmaitė           | Lituanie         | 11 s 971        |
| 14   | Nancy Contreras         | Mexique          | 11 s 992        |

### Premier tour (25 juillet)
Le premier tour consiste en six séries de deux coureuses réparties en fonction du temps des qualifications. Les vainqueurs accèdent au deuxième tour, les perdantes vont en repêchage.
| Série | Rang | Coureuse          | Pays             | Temps    |
| ----- | ---- | ----------------- | ---------------- | -------- |
| 1     | 1    | Michelle Ferris   | Australie        | 11 s 923 |
| 1     | 2    | Donna Wynd        | Nouvelle-Zélande |          |
| 2     | 1    | Félicia Ballanger | France           | 11 s 901 |
| 2     | 2    | Mira Kasslin      | Finlande         |          |
| 3     | 1    | Oksana Grishina   | Russie           | 12 s 209 |
| 3     | 2    | Daniela Larreal   | Venezuela        |          |

| Série | Rang | Coureuse                | Pays       | Temps    |
| ----- | ---- | ----------------------- | ---------- | -------- |
| 4     | 1    | Ingrid Haringa          | Pays-Bas   | 12 s 164 |
| 4     | 2    | Erika Salumäe           | Estonie    |          |
| 5     | 1    | Tanya Dubnicoff         | Canada     | 12 s 002 |
| 5     | 2    | Wang Yan                | Chine      |          |
| 6     | 1    | Annett Neumann          | Allemagne  | 12 s 078 |
| 6     | 2    | Connie Paraskevin-Young | États-Unis |          |

### Premier tour - Repêchages (25 juillet)
Les six perdantes du premier tour se mesurent dans deux séries de trois coureuses, chaque gagnante est repêchée pour les quarts de finale. Les perdantes sont éliminées.
| Série | Rang | Coureuse                | Pays             | Temps      |
| ----- | ---- | ----------------------- | ---------------- | ---------- |
| 1     | 1    | Erika Salumäe           | Estonie          | 12 s 018 Q |
| 1     | 2    | Connie Paraskevin-Young | États-Unis       |            |
| 1     | 3    | Donna Wynd              | Nouvelle-Zélande |            |

| Série | Rang | Coureuse        | Pays      | Temps      |
| ----- | ---- | --------------- | --------- | ---------- |
| 2     | 1    | Wang Yan        | Chine     | 12 s 067 Q |
| 2     | 2    | Daniela Larreal | Venezuela |            |
| 2     | 3    | Mira Kasslin    | Finlande  |            |

### Quarts de finale (26 juillet)
Pendant ces quatre quarts de finale, les coureuses s'affrontent dans des duels au meilleur des trois manches. Les quatre gagnantes se qualifient pour les demi-finales, alors que les éliminées s'affronteront pour les places 5 à 8.
| Série | Rang | Coureuse          | Pays      | Résultats |
| ----- | ---- | ----------------- | --------- | --------- |
| 1     | 1    | Michelle Ferris   | Australie | 2         |
| 1     | 2    | Wang Yan          | Chine     | 0         |
| 2     | 1    | Félicia Ballanger | France    | 2         |
| 2     | 2    | Erika Salumäe     | Estonie   | 1         |

| Série | Rang | Coureuse        | Pays      | Résultats |
| ----- | ---- | --------------- | --------- | --------- |
| 3     | 1    | Annett Neumann  | Allemagne | 2         |
| 3     | 2    | Oksana Grishina | Russie    | 1         |
| 4     | 1    | Ingrid Haringa  | Pays-Bas  | 2         |
| 4     | 2    | Tanya Dubnicoff | Canada    | 1         |

### Demi-finales (26 juillet)
Les coureuses s'affrontent dans des duels au meilleur des trois manches. Les deux gagnantes se qualifient pour la finale.
| Série | Rang | Coureuse        | Pays      | Résultats |
| ----- | ---- | --------------- | --------- | --------- |
| 1     | 1    | Michelle Ferris | Australie | 2         |
| 1     | 2    | Ingrid Haringa  | Pays-Bas  | 0         |

| Série | Rang | Coureuse          | Pays      | Résultats |
| ----- | ---- | ----------------- | --------- | --------- |
| 2     | 1    | Félicia Ballanger | France    | 2         |
| 2     | 2    | Annett Neumann    | Allemagne | 0         |

### Classement 3-4 (27 juillet)
Les coureuses s'affrontent pour la médaille de bronze au meilleur des trois manches.
| Rang | Coureur        | Pays      | Résultat |
| ---- | -------------- | --------- | -------- |
| 3    | Ingrid Haringa | Pays-Bas  | 2        |
| 4    | Annett Neumann | Allemagne | 1        |

### Finale (27 juillet)
La finale se dispute au meilleur des trois manches. Félicia Ballanger remporte les deux manches et devient championne olympique.
| Rang | Coureur           | Pays      | Résultat |
| ---- | ----------------- | --------- | -------- |
| 1    | Félicia Ballanger | France    | 2        |
| 2    | Michelle Ferris   | Australie | 0        |

### Classement final
- Résultats des matchs de classement
- Classement final

## Sources
- Résultats